# Syntese (dialektik)
 For alternative betydninger, se Syntese. (Se også artikler, som begynder med Syntese)
Syntese kommer af det græske ord synthesis, som betyder "sammenstilling" - af syn- (”med, sammen”) og thesis ("det at sætte/stille", af ”tithenai” ("sætte, stille")). ”Synthesis” svarer til det latinske ord ”positio”.
Udtrykket bruges om den proces, hvorved man sammensætter dele af viden og derved kommer frem til en ny erkendelse – eller om resultatet af samme proces. "Syntese" er trin 5 i Benjamin Blooms taksonomi for indlæringsmål.
Hos filosofferne Hegel og Marx bruges udtrykket i forbindelse med deres dialektik, som går ud på, at indbyrdes modsigende påstande bliver afsløret som sammenhængende ved at et udsagn (en tese) og et modudsagn (en antitese) fører frem til en konklusion (en syntese), der indeholder elementer af dem begge.  Modsigelserne ophæves, og derved opstår der en erkendelse (syntesen). 